# Allopetalia
Allopetalia is een geslacht van libellen (Odonata) uit de familie van de glazenmakers (Aeshnidae).

## Soorten
Allopetalia omvat 2 soorten:
- Allopetalia pustulosa Selys, 1873
- Allopetalia reticulosa Selys, 1873